# Етюково
Етюко́во (рос. Этюково, марій. Этюксола) — присілок у складі Гірськомарійського району Марій Ел, Росія. Входить до складу Кузнецовського сільського поселення.

## Населення
Населення — 11 осіб (2010; 18 у 2002).
Національний склад (станом на 2002 рік):
- марі — 100 %